# Hoằng Thịnh
Xác nhập thôn xóm, xác nhập và đổi tên thôn 3 và khu bái cố xã Hoằng Thịnh thành thôn Đông Anh Vinh, xã Hoằng Thịnh ngày 10/6/2021.
Hoằng Thịnh là một xã thuộc huyện Hoằng Hóa, tỉnh Thanh Hóa, Việt Nam.
Xã Hoằng Thịnh có diện tích 3,26 km², dân số năm 1999 là 6210 người, mật độ dân số đạt 1905 người/km².